# Cyclopina laurentica
Cyclopina laurentica – gatunek widłonoga z rodziny Cyclopinidae. Nazwa naukowa tego gatunku skorupiaków została opublikowana w 1939 roku przez australijskiego zoologa Aubreya Gordona Nichollsa.